# Angelo Zottoli

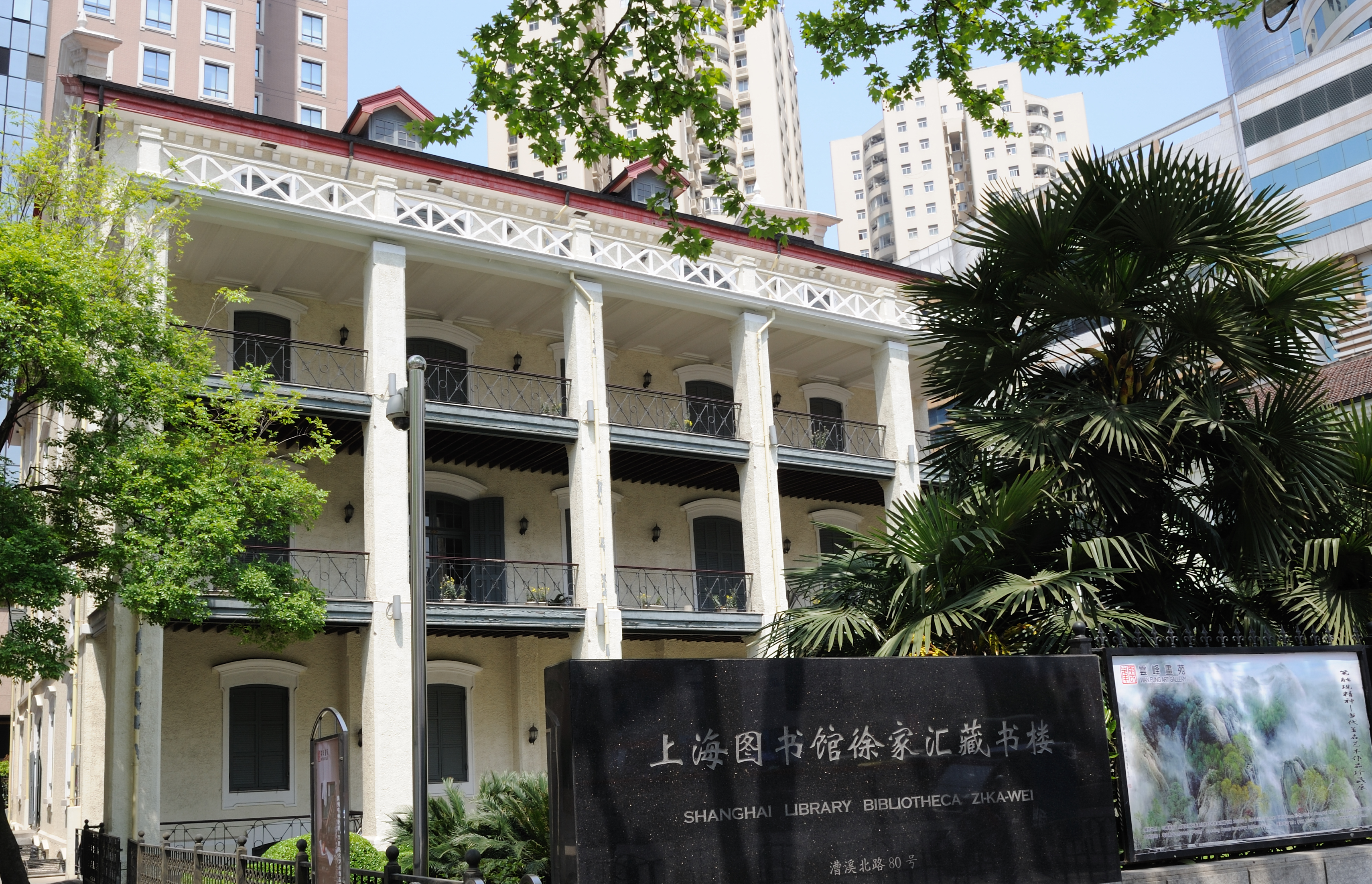
Die ehemals jesuitische Zi-ka-wei-Bibliothek (Xujiahui Library) in Shanghai, Stadtbezirk Xuhui, in der Straße Caoxi Beilu/ Caoxi North Rd., Nr. 80.

Angelo Zottoli (* 21. Juni 1826 in Acerno, Salerno, Italien; † 9. November 1902 in Shanghai, China; chinesisch 晁德蒞 / 晁德莅, Pinyin Cháo Délì) war ein italienischer katholischer Priester des Jesuitenordens. Er war Missionar in China.

## Leben und Werk
Angelo Zottoli wurde 1826 in Acerno, Italien, geboren. Er trat 1843 dem Jesuitenorden bei und kam 1848 nach China. Er war einer der ersten europäischen Jesuiten, der ein Universitäts- und Seminarstudium zusammen mit chinesischen Studenten in Xujiahui 徐家汇 (Zi-ka-wei) abschloss, dem katholischen Bezirk von Shanghai, in dem die Jesuiten eine Kathedrale und eine Reihe von Institutionen errichteten. Ab 1853 war Pater Zottoli Lehrer und Schulleiter am Sankt-Ignatius-Kolleg (Collège Saint Ignace), das 1849 als Internat gegründet wurde, um chinesische Leiter für die Gemeinden auszubilden. Er half zusammen mit seinem Ordensbruder Pater Henri Havret die große Bibliothek der Jesuiten in Shanghai, die Bibliotheca Zi-ka-wei, als wichtige Ressource der Sinologie zu stärken. Er schrieb das umfangreiche Werk Cursus litteræ sinicæ (1879–1882), eine fünfbändige Reihe mit zweisprachigen lateinischen und chinesischen Texten, die hauptsächlich für zukünftige Missionare aus dem Westen bestimmt war, und hinterließ nach 30 Jahren Arbeit eine fast vollständige Überarbeitung des Kangxi-Wörterbuchs. Er schrieb auch eine Reihe theologischer Werke auf Chinesisch.
Seine Schriften wurden überwiegend in der Druckerei der katholischen Mission im Waisenhaus T’ou Sè Vè (Tou-chan-wan) [= Tushanwan 土山湾] gedruckt.

## Publikationen
- Cursus litteraturae sinicae neo-missionariis accommodatus, Shanghai, 1879–1882 (Digitalisate: Bd. 1, 2, 3, 4, 5)
  - 1. Pro infima classe: Lingua familiaris. 1879
  - 2. Pro inferiore classe: Studium classicorum. 1879
  - 3. Pro media classe: Studium canonicorum. 1880 (2. A. 1926)
  - 4. Pro suprema classe: Stylus rhetoricus. 1880
  - 5. Pro rhetorices classe: Pars oratoria et poetica. 1880
- Dissertae sententiae (lateinische Übersetzung der Gespräche (Lunyu) des Konfuzius), Chang hai ex typographia Missionis catholicae in orphanotrophio Tou-sè-vè (Ton-chan-wan), 1879. – Online-Text
- Zottoli, Angelo: Emmanuelis Alvarez Institutio grammatica ad sinenses alumnus accommodata. (Changhai : A.H. de Carvalho, 1859). Digitalisat

- Zottoli, Angelo: Qiandao zonghui 虔禱宗會. Chaodeli shu. (Shanghai: Cimu tang, 1863).
- Zottoli, Angelo: Qupi xunmeng 取譬训蒙: san juan. Vol. 1–3. (Shanghai: Cimu tang ban, 1870)
- Zottoli, Angelo: Zhenjiao zizheng 真敎自證. 2nd ed. (Shanghai: Tushanwan, 1911).